# Plattektonik

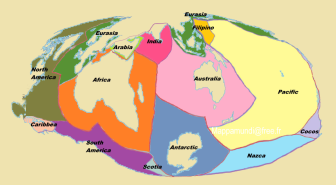
Tektoniska plattor, med nutida landytor utritade.

Plattektonik, egentligen platt-tektonik, (från grekiskans τεκτων, tekton, "en som skapar") är en geologisk teori som utvecklats för att förklara fenomenet kontinentaldrift, det vill säga att jordens kontinenter inte är oföränderligt positionerade på jordens yta utan rör sig i förhållande till varandra och ständigt bildar nya kombinationer.
Enligt plattektonikteorin består den yttersta delen av jordens inre av två lager, den utanpåliggande litosfären och den inre astenosfären. Plattektoniken uppkom utifrån två skilda geologiska observationer: spridningszoner och kontinentaldrift.

## Idéhistoria

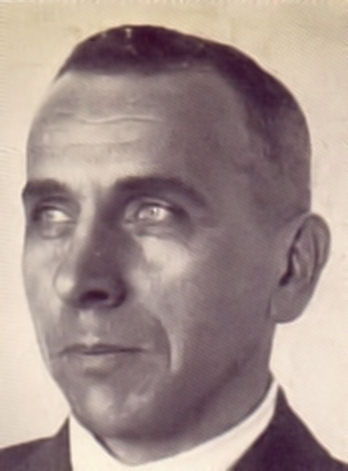
Alfred Wegener, mannen bakom kontinentaldrift som utgör grunden för plattektonik.

Idén framkastades först av Alfred Wegener 1912. I Amerika var motståndet mot kontinentaldriften kompakt. Amerikanen Reginald Daly gav dock 1926 ut boken Our Mobile Earth där han redovisade Wegeners teori i en positiv anda. Många europeiska geologer insåg att teorin förklarade både bergskedjeveckningen och andra geologiska problem, varför de mottog den väl. Alpgeologerna hade konstaterat stora överskjutningar som visade att Alperna hade uppkommit genom kollision mellan Afrika och Europa. Kontinentaldriften kom även in i läroböcker såsom i Wilhelm Ramsays Geologins grunder, 3:e upplagan 1931 (omarbetad av Pentti Eskola m.fl.) och i Arthur Holmes' Principles of Physical Geology, 1944. Holmes föreslog också den riktiga förklaringen, nämligen konvektionsströmmar i den trögflytande manteln kring jordklotets kärna. Alexander L. du Toit i Sydafrika fann så stora likheter mellan geologin i Sydafrika och Sydamerika att dessa kontinenter tidigare måste ha hängt ihop. 1937 gav han ut boken Our Wandering Continents, (våra vandrande kontinenter). Även geologerna i Indonesien och Australien accepterade teorin. Alla hade invändningar mot mekanismen men teorier är i regel ofullgångna när de presenteras. Många geologer sökte även mera bevis för teorin, som idag alltså är allmänt accepterad (detta hände dock först efter att Tuzo Wilson utvecklade Wegeners teori under 1960-talet).

## Nyckelprinciper

Jordskorpans tektoniska plattor och hotspots.
1 : Divergenta plattgränser
2 : Omvandlingsgränser
3 : Konvergenta gränser
4 : Plattgränszoner
5 : Framträdande heta fläckar, hotspots

Uppdelningen i litosfär och astenosfär baseras på deras skillnader i mekaniska egenskaper. Litosfären är kallare och stelare, medan astenosfären är hetare och mekaniskt sett svagare. Uppdelningen ska inte förväxlas med den kemiska uppdelningen av jordens inre i (inifrån och ut) kärna, mantel och skorpa. Nyckelprincipen inom plattektonikteorin är att litosfären är uppdelad i ett antal individuella plattor, vilka "flyter" på den vätskeliknande astenosfären. Astenosfärens vätskeliknande egenskaper låter de tektoniska plattorna förflytta sig och deformeras på olika sätt.
Där två plattor möts uppstår intensiv geologisk aktivitet såsom jordbävningar, vulkanutbrott och tillkomsten av djuphavsgravar. De flesta av jordens aktiva vulkaner är belägna vid plattgränser, till exempel längs kanten av stillahavsplattan - området omkring Stillahavsbäckenet kallas ibland för ring of fire.
En kontinentalplatta består i regel av två till tre olika typer av jordskorpa, kontinental skorpa och oceanisk skorpa. Exempelvis består den afrikanska plattan, av det som vi uppfattar som den afrikanska kontinenten och de angränsande havsbottnarna i sydöstra Atlanten och västra Indiska oceanen. De båda typerna av jordskorpa har olika sammansättning, tjocklek och densitet, som är beroende av hur bergarterna de är uppbyggda av har bildats.

## Olika typer av plattgränser

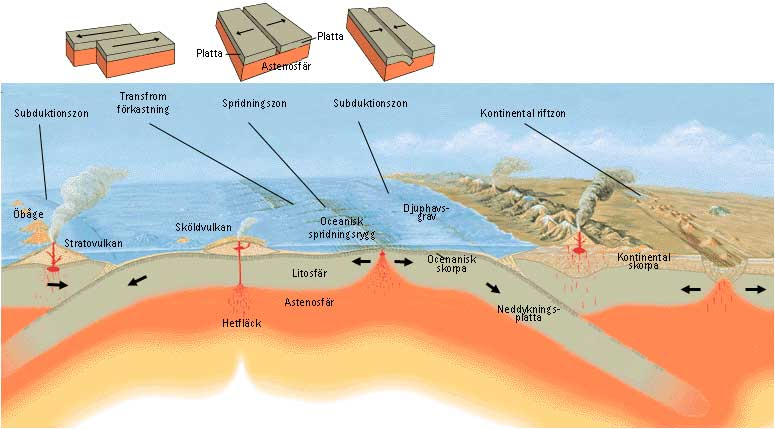
Schematisk bild över de tre typerna av plattgränser.

Det finns tre typer av plattgränser, karaktäriserade av hur plattorna rör sig i förhållande till varandra.
De olika typerna av gränser är förknippade med olika typer av fenomen vid jordytan.
De olika typerna är:
1. Omvandlingsgränser där plattorna glider längs varandra.
2. Divergerande gränser där plattorna rör sig från varandra.
3. Konvergerande gränser (kollisionsgränser) där plattorna kolliderar och bildar antingen subduktionszoner, där den ena plattan trycks ner under den andra, eller områden där plattorna pressas ihop och bildar bergskedjor.

I områden där mer än två plattor möts uppstår mer komplexa situationer.
Varje platta omges av en kombination av dessa tre gränstyper, och även om jordens yta är konstant till storlek kan plattornas individuella storlek öka eller minska. Detta beror på hastigheten hos konvergensen respektive divergensen längs plattans ränder. Exempelvis växer den antarktiska och den afrikanska plattan, medan Stillahavsplattan krymper.
I dessa zoner uppstår spänning som slutligen resulterar i jordbävningar eller vulkaner. Med ny elektronisk mätning (deformationsmätning) av den spänning som uppstår kan man förutse med en viss felmarginal när nästa jordbävning/vulkanutbrott skall ske.

### Omvandlingsgränser
Omvandlingsgränser, transforma, eller konservativa plattgränser kallas de gränser mellan tektoniska plattor där plattor varken nybildas eller förstörs. Den huvudsakliga rörelsen är en glidning mellan plattorna. San Andreasförkastningen är ett exempel på en transform plattgräns.

### Divergerande gränser
Vid divergerande, eller konstruktiva plattgränser separeras litosfärplattorna, och magma väller upp och bildar ny berggrund. De flesta divergerande plattgränser finns på havsbotten, där de bildar spridningsryggar, exempelvis Mittatlantiska ryggen. Spridningsryggarna, som består av relativt nybildad, och fortfarande varm berggrund har på grund av sin högre temperatur en något lägre densitet, och flyter därför högre på manteln än den äldre, mer avsvalnade havsbottnen. Det tar ungefär 80 miljoner år innan avsvalningsprocessen är helt klar. Spridningstakten varierar för olika spridningsryggar, men 5 cm/år är en typisk spridningstakt.
Utöver spridningsryggar i haven finns divergerande plattgränser även på kontinenterna. Ett exempel på en sådan är Östafrikanska gravsänkesystemet. Där den arabiska plattan rör sig bort från den afrikanska bildades Röda havet genom samma process för cirka 20 miljoner år sedan.

### Konvergerande gränser
Konvergerande, eller destruktiva plattgränser finns i tre typer, som utgör de tre möjliga kombinationerna av möte mellan kontinental- och oceanplatta. Där en oceanplatta och en kontinentalplatta möts kommer den tyngre oceanplattan glida in under kontinentalplattan. Denna process kallas subduktion, och den subducerande oceanplattan drar med sig en del vatten ner i astenosfären där det bidrar till en sänkt smältpunkt för bergmassan i plattan. Uppsmält material stiger sakta upp igenom överliggande material, och bildar en kedja av vulkaner i den överliggande kontinentalplattan.
Där två oceanplattor möts är resultatet mycket likt fallet med ocean-kontinentalplatta, bortsett från att den uppsmälta magman bildar vulkaner på havsbotten, som efter ett tag växer upp och bildar en kedja av vulkanöar. Denna öbågen befinner sig vanligen mellan 10 och 30 mil från en djuphavsgrav som utgör kilen mellan plattorna.
Där två kontinentplattor möts är båda plattorna av liknande densitet, och ingen är benägen att sjunka under den andra. Därför kolliderar de, och bildar en bergskedja. Himalaya, där världens högsta bergstoppar finns, bildades på detta vis när den indiska kontinentalplattan kolliderade med den eurasiska kontinentalplattan. Även exempelvis Alperna och Ural har bildats på detta vis.

Tre typer av konvergerande plattgränser
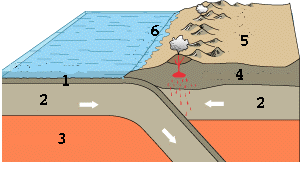
Ocean-Land, med bildande av Vulkanbåge (5).
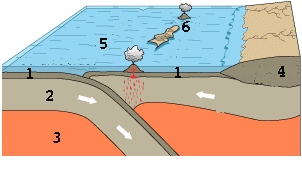
Ocean-Ocean med bildande av Djuphavsgrav (5) och Öbåge (6).
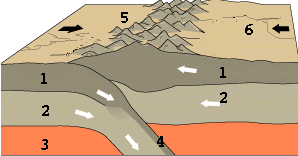
Land-Land med bildande av Bergskedja (5) och Högplatå (6).

## Drivkrafter bakom plattrörelser
Den energi som krävs för att driva rörelserna hos tektoniska plattor kommer från kärnan, och förmedlas via mantelkonvektion.

## Superkontinentcykeln
Superkontinentcykeln är benämningen på ett kretslopp inom plattektoniken där all landmassa ansamlas i superkontinenter, bryts upp i mindre kontinenter som sprids över jordens yta. Efterhand ansamlas kontinenterna igen till en ny superkontinent. Dagens kontinenter var förenade i den senaste superkontinenten, Pangea, som fanns mellan 300 och 200 miljoner år sedan. Superkontinenten som fanns dessförinnan, Rodinia, bildades för ca 1000 miljoner år sedan och bröts upp för ca 750 miljoner år sedan.

## Mätning av plattrörelser

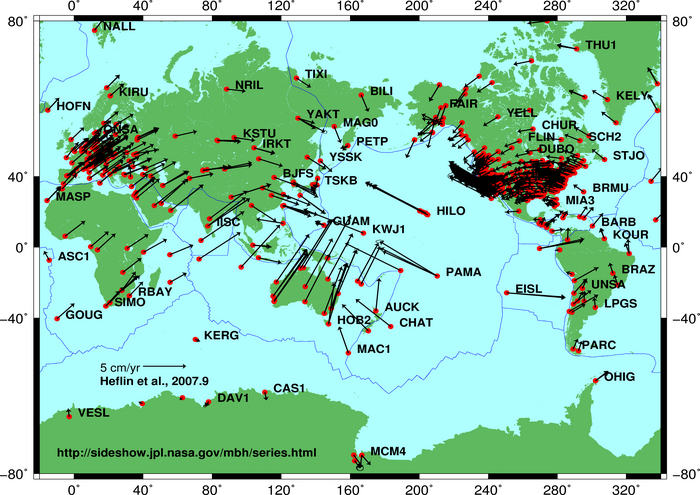
Plattrörelser uppmätta med GPS-data från NASA JPL. Linjerna visar riktning och hastighet av plattrörelser.

Rörelserna hos tektoniska plattor kan i huvudsak betraktas på två vis; relativt varandra, och absolut position på jordgloben.

### Relativa rörelser
Det finns flera metoder för att mäta relativa plattrörelser. Med hjälp av satelliterna som utgör GPS-nätet kan relativa rörelser mätas genom att avståndet mellan fixa mätpunkter på olika sidor av plattgränser mäts med jämna mellanrum. Noggrannheten för detta är i millimeter per år. En annan metod kallas långbasinterferometri, eller VLBI, använder radioteleskop för att mäta in väldigt avlägsna kvasarer, i rymden. Mätningen görs på ett par olika platser på jorden, och när dessa resultat jämförs kan lägesförändringar beräknas. Metoden har en noggrannhet på ungefär 2 cm. Ytterligare en mätmetod bygger på att historien för jordens magnetfält är känd, något som kan korreleras med linjemönster på havsbottnen. Denna metod kan ge rörelsemedelvärden över miljontals år.

### Absoluta rörelser
Studier av vulkankedjor som härstammar från mantelplymer, kan ge en genomsnittshastighet över tiden. Hawaii är ett exempel på den yngsta delen av en sådan kedja, 300 mil lång, som bildats under 65 miljoner år. Detta ger en genomsnittshastighet på cirka 5 cm per år. Beräkningen förutsätter att mantelplymen har en fix position. Metoden begränsas även av att det finns få hetfläckar, samt att dateringen bara kan ske från och med den äldsta daterade hetfläcksvulkanen, 130 miljoner år gammal.

## Tektoniska plattor

De tektoniska plattornas lägen.

Alla tektoniska plattor har inte väldefinierade avgränsningar, därför är det svårt att ange exakt hur många plattor det finns. De största, primära plattorna är:
- Afrikanska kontinentalplattan
- Antarktiska kontinentalplattan
- Indoaustraliska kontinentalplattan
- Eurasiska kontinentalplattan
- Nordamerikanska kontinentalplattan
  - Grönländska plattan (hypotetisk)
- Stillahavsplattan
- Sydamerikanska kontinentalplattan

Dessa mindre plattor är också av betydelse
- Arabiska plattan
- Cocosplattan
- Filippinska plattan
- Juan de Fuca-plattan
- Karibiska plattan
- Nazcaplattan
- Scotiaplattan

## Magnetiska linjemönster på havsbottnen
Paleomagnetism kallas en teori som bygger på att den magnetiska riktningen hos nybildad berggrund stämmer överens med jordens magnetfält vid det tillfället, och att riktningen bibehålls. Om magnetriktningen hos äldre berggrund inte stämmer överens med jordens nuvarande magnetfält kan latituden som berggrunden bildades på beräknas, och om denna inte stämmer överens med nuvarande latitud är detta ett mycket starkt bevis på att kontinentalplattorna rör sig.
Upptäckten av magnetiska linjemönster (ränder med alternerande magnetisk polaritet) och att mönstren är symmetriska på bägge sidor om mittoceaniska ryggar antydde att det fanns ett samband mellan dessa två fenomen. 1961 började vetenskapsmän teoretisera att de mittoceaniska ryggarna markerade strukturellt svaga zoner där havsbottnen slets itu. Ny magma från jordens inre stiger därefter upp genom dessa svaga zoner och bryter allteftersom igenom den tunna skorpan för att skapa ny havsbotten. Den här processen som senare kallats oceanbottenspridning stöds av flera indicier:
1. Vid eller nära kammen på de mittoceaniska ryggarna är havsbottnen mycket ung och den blir progressivt äldre eftersom man rör sig från ryggkammen.
2. Den yngsta havsbottnen har alltid dagens magnetiska polaritet.
3. Ränder i havsbottnen parallellt med ryggkammen alternerar i magnetisk polaritet (normal-omvänd-normal, etc.).

Genom att förklara både de zebraliknande magnetiska linjemönstren och uppkomsten de mittoceaniska ryggarna vann teorin snabbt popularitet. Dessutom kom havsbottnen nu att kunna användas som en naturlig "inspelning" av hur jordens magnetfält har bytt polaritet förut. Det spekuleras i att en liknande process en gång kan ha funnits på Mars, se Mars geologi.

## Genomslag och status idag
Plattektonik är den första teorin som länkar de processer som bildat många av de särdrag man idag kan se på jordytan. Teorin ger förklaringar för bildandet av bergskedjor, jordbävningar, vulkaner och även förekomster av malm och fossil av utdöda djur. Även om huvuddragen är kända och allmänt accepterade saknas fortfarande vissa pusselbitar för att fullständigt förklara jordens dynamiska processer.